# Das Bauhaus und seine Stätten in Weimar, Dessau und Bernau

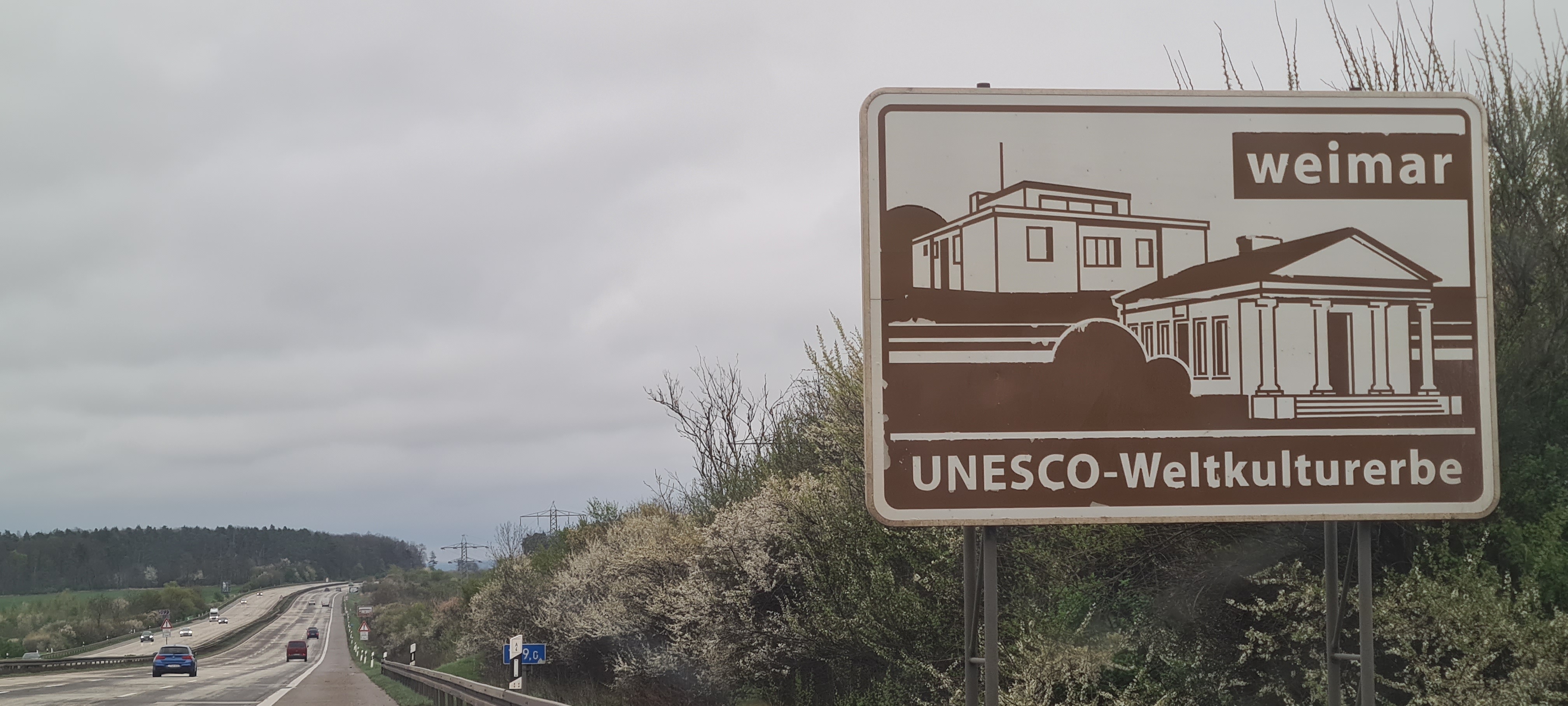
Touristische Unterrichtungstafel an der Autobahn A4: „UNESCO Weltkulturerbe Weimar“ mit dem Haus am Horn

Das Bauhaus und seine Stätten in Weimar, Dessau und Bernau ist Bestandteil der Liste des UNESCO-Welterbes und umfasst Bauhaus-Gebäude in Weimar, Dessau-Roßlau und Bernau bei Berlin. Die Gebäude gehören seit 7. Dezember 1996 zum UNESCO-Welterbe, diese erste Liste wurde 2017 um fünf Laubenganghäuser in Dessau und um die Bundesschule des ADGB in Bernau erweitert. Ausgewählt wurden die Bauwerke als grundlegende Vertreter der Klassischen Moderne, die in der Zeit nach dem Ersten Weltkrieg eine radikale Erneuerung von Architektur und Design verkörperten. Einher gingen die Ideen des Bauhauses mit strengem Entwurf, Funktionalismus und sozialer Reform.

## Geschichte
Das Staatliche Bauhaus wurde am 12. April 1919 von Walter Gropius in Weimar als Kunstschule gegründet. Ihre Konzeption der Zusammenführung von Kunst und Handwerk war damals etwas völlig Neues. Obwohl das Bauhaus nur 14 Jahre Bestand hatte und 1933 schließen musste, hält seine Wirkung bis heute an und prägte so das Bild der Moderne im In- und Ausland.

## Das Bauhaus und seine Stätten in Weimar
- Kunstschulgebäude in Weimar, entworfen 1904–1911 von Henry van de Velde, seit 1996 „Bauhaus-Universität Weimar“
- Kunstgewerbeschule Weimar, entworfen 1905–1906 von Henry van de Velde
- Haus „Am Horn“, entworfen von Georg Muche, Walter March und Adolf Meyer

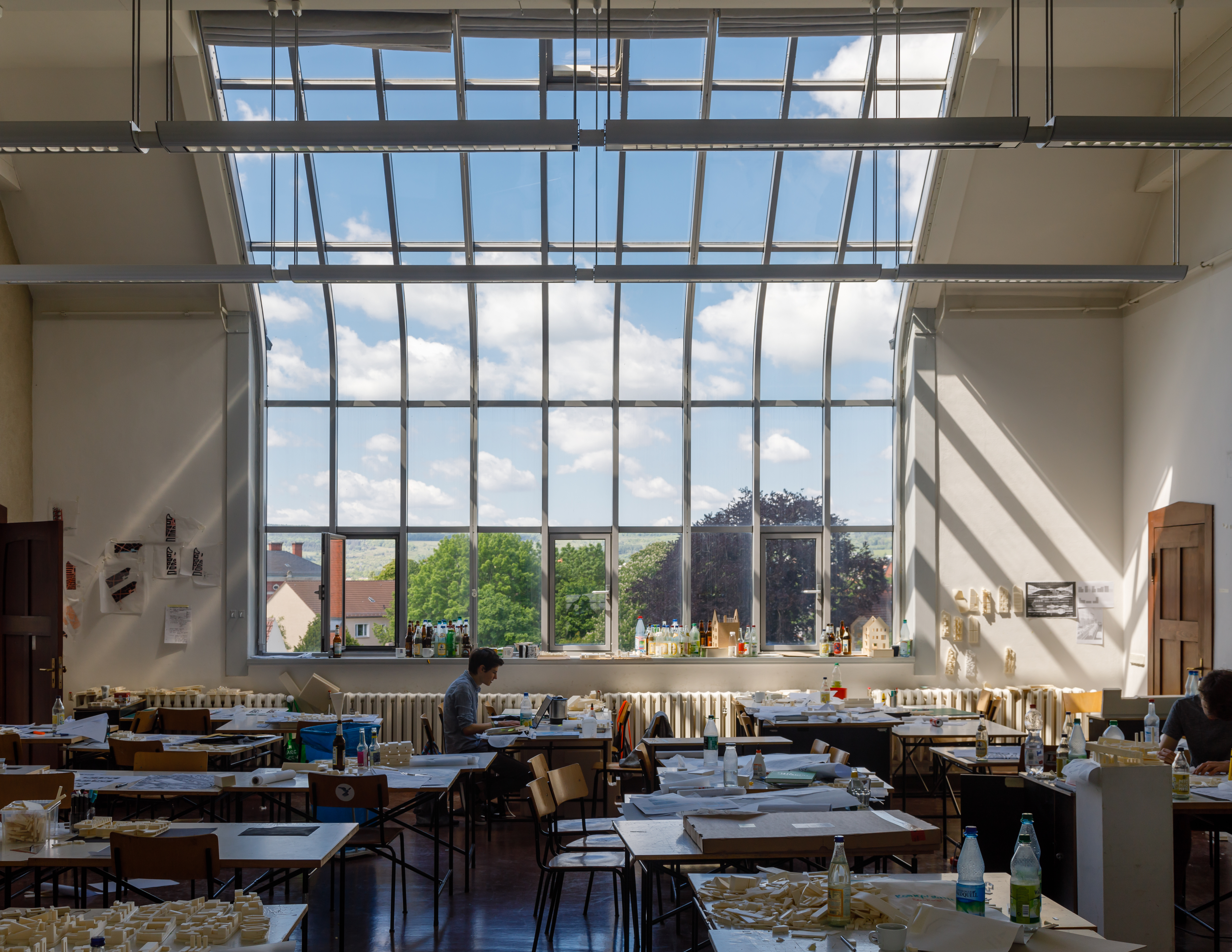
Atelierraum im Kunstschulgebäude
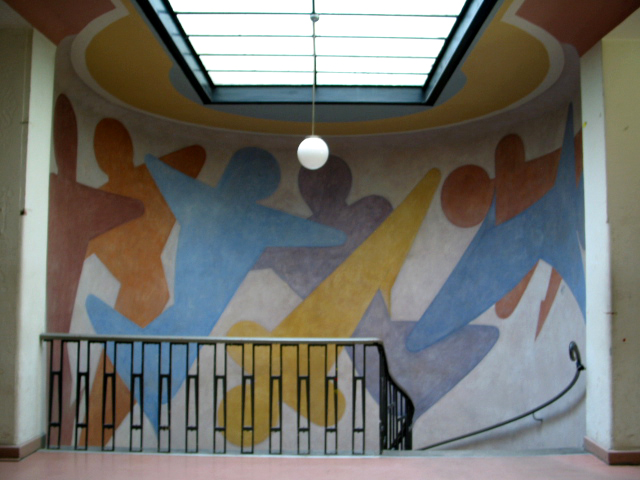
Kunstgewerbeschule, Figurenfries von Oskar Schlemmer
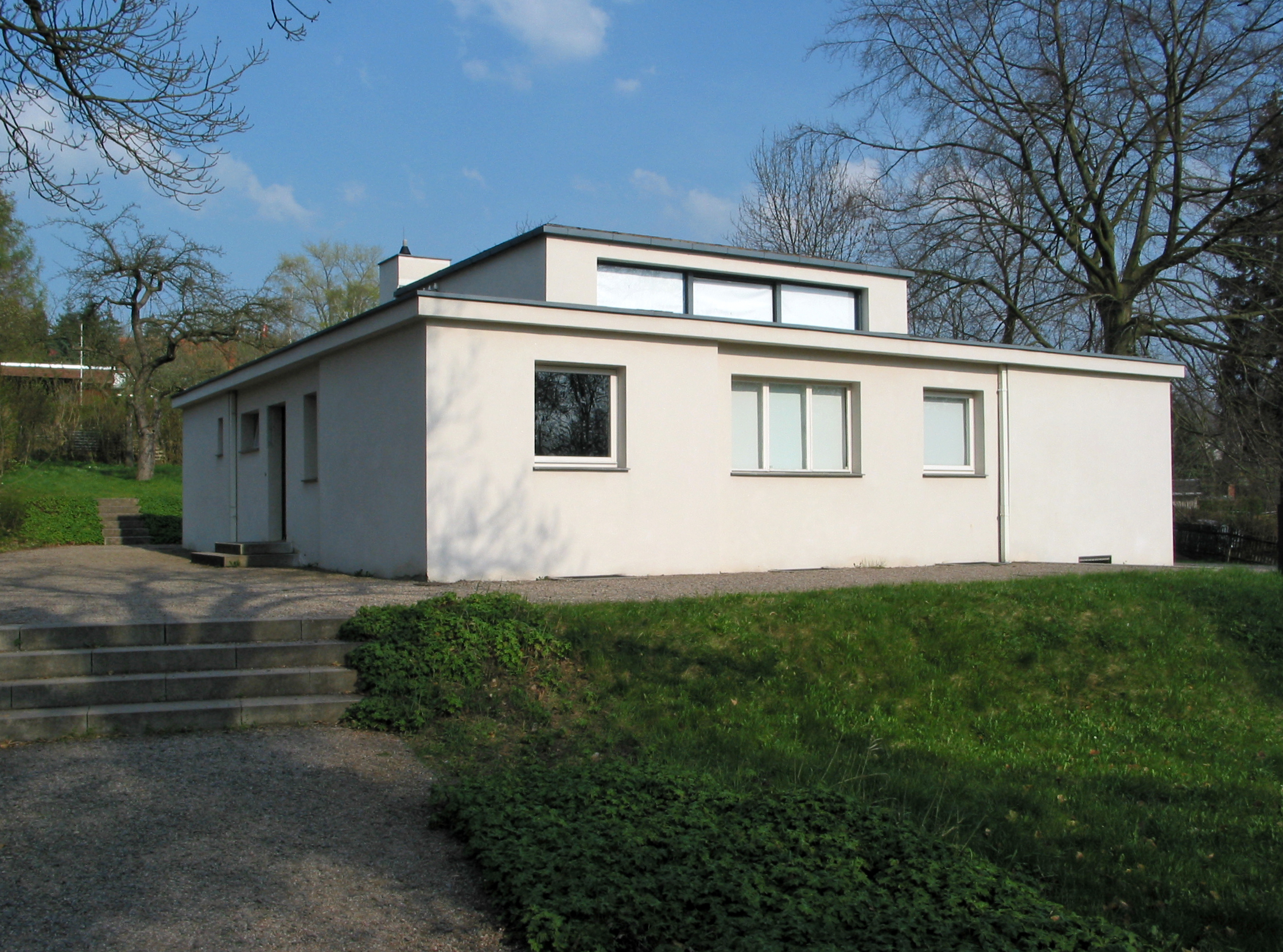
Haus „Am Horn“

## Das Bauhaus und seine Stätten in Dessau-Roßlau
- Bauhaus Dessau, entworfen von Walter Gropius
  - Prellerhaus
- Sieben Meisterhäuser, entworfen von Walter Gropius
  - Doppelhaus Moholy-Nagy/Feininger, die Haushälfte von Moholy-Nagy ist eine Neuinterpretationen von 2014
  - Doppelhaus Muche/Schlemmer
  - Doppelhaus Kandinsky/Klee
  - Einzelhaus Gropius, abstrakte Neuinterpretationen von 2014
- Fünf Laubenganghäuser, entworfen von Hannes Meyer

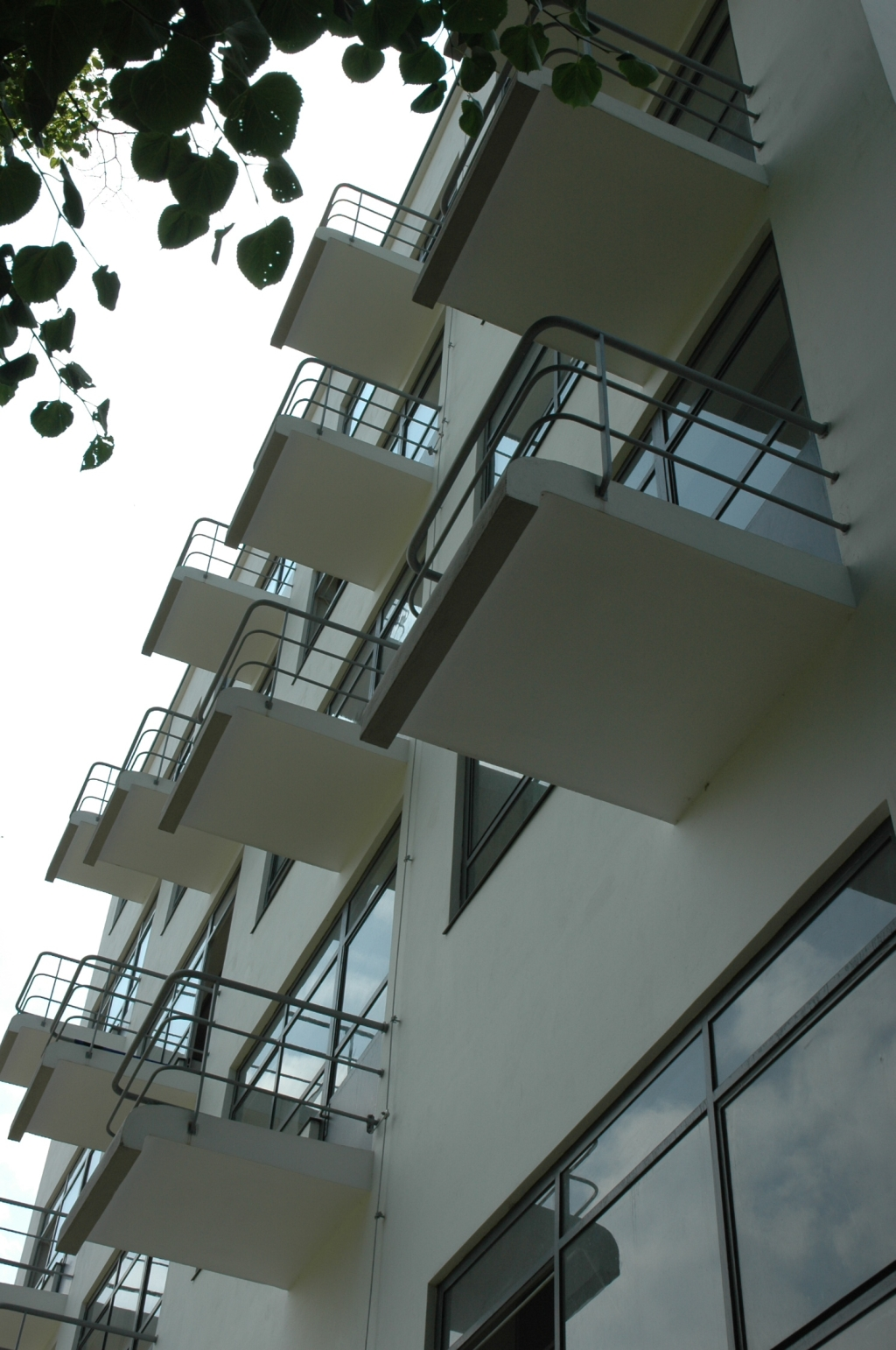
Prellerhaus des Bauhauses
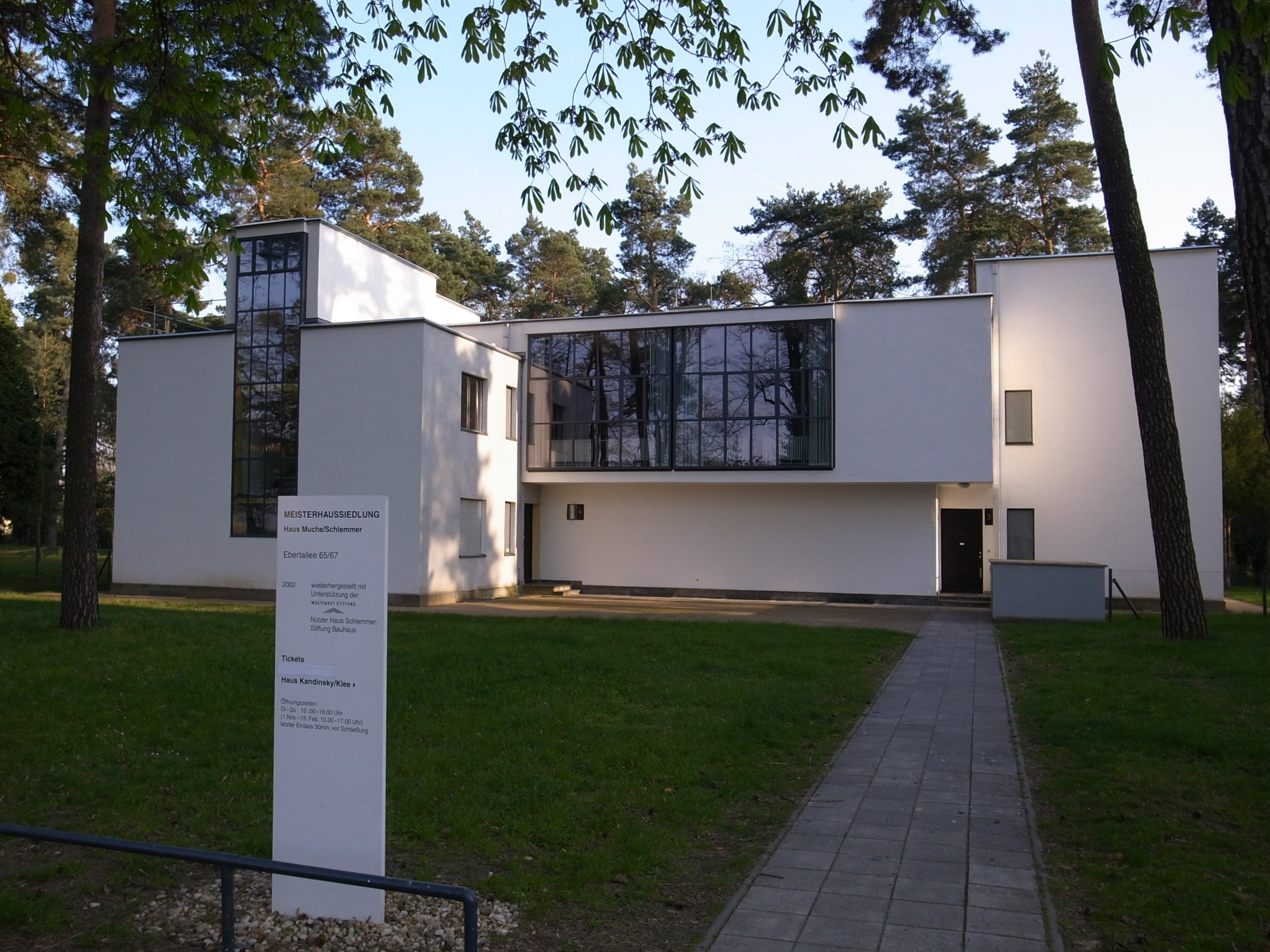
Meisterhaus Muche/Schlemmer
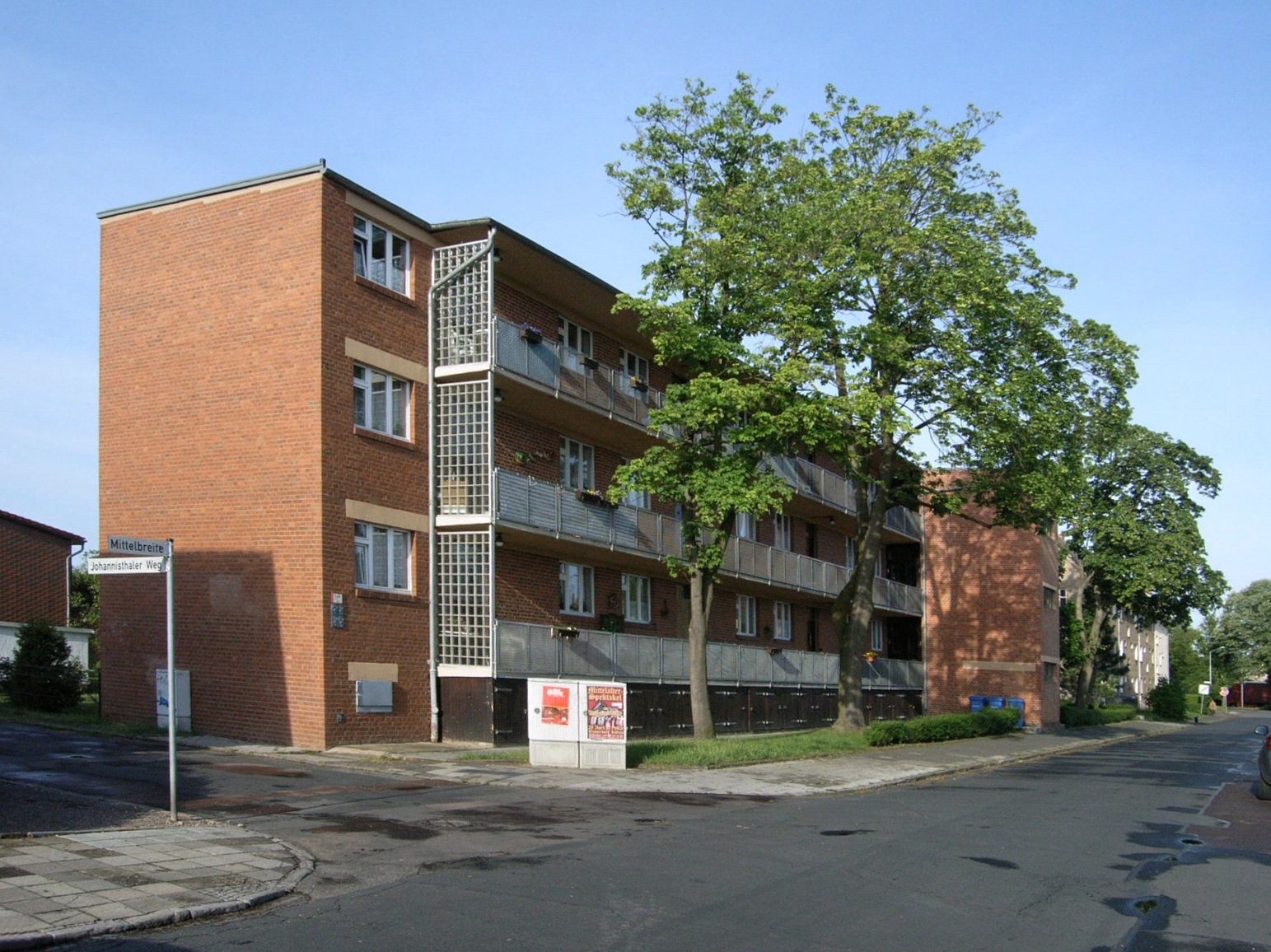
Laubenganghaus, Mittelbreite 6

## Das Bauhaus und seine Stätten in Bernau
- ADGB-Bundesschule, entworfen von Hannes Meyer und Hans Wittwer

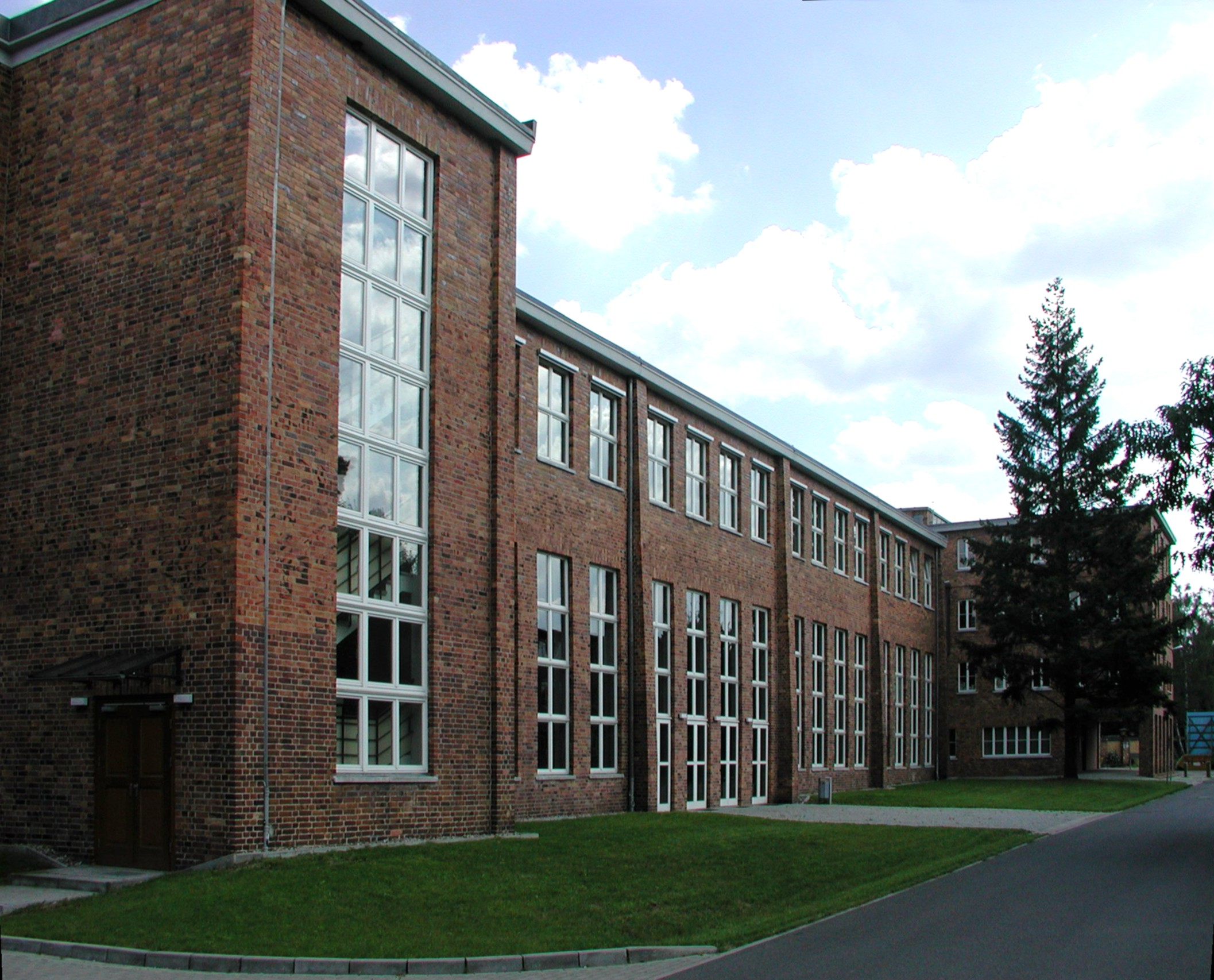
Erweiterungsbau des Architekten Georg Waterstradt von 1952. In dem Gebäude sitzt heute das Oberstufenzentrum I Barnim.
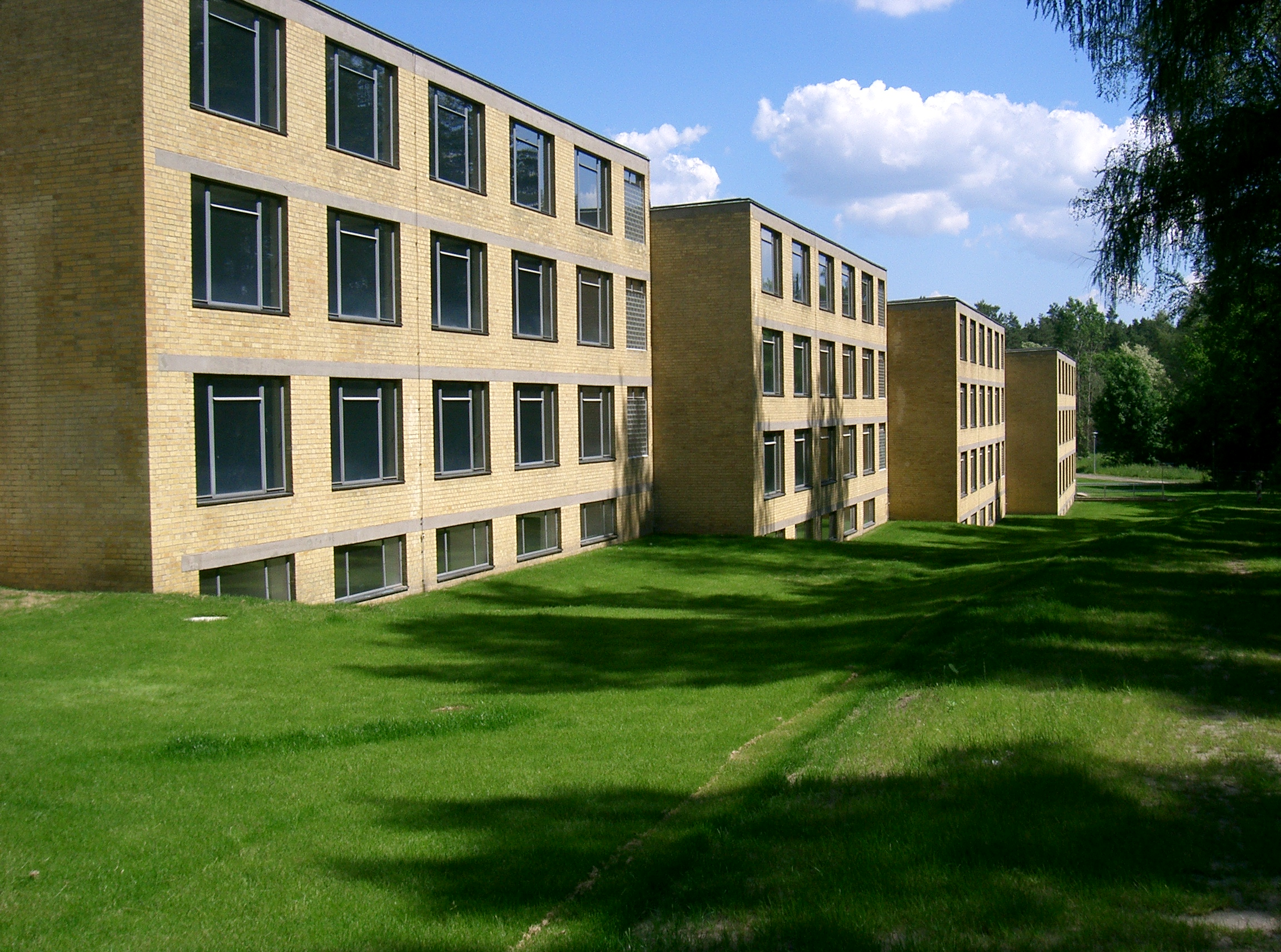
Wohntrakte
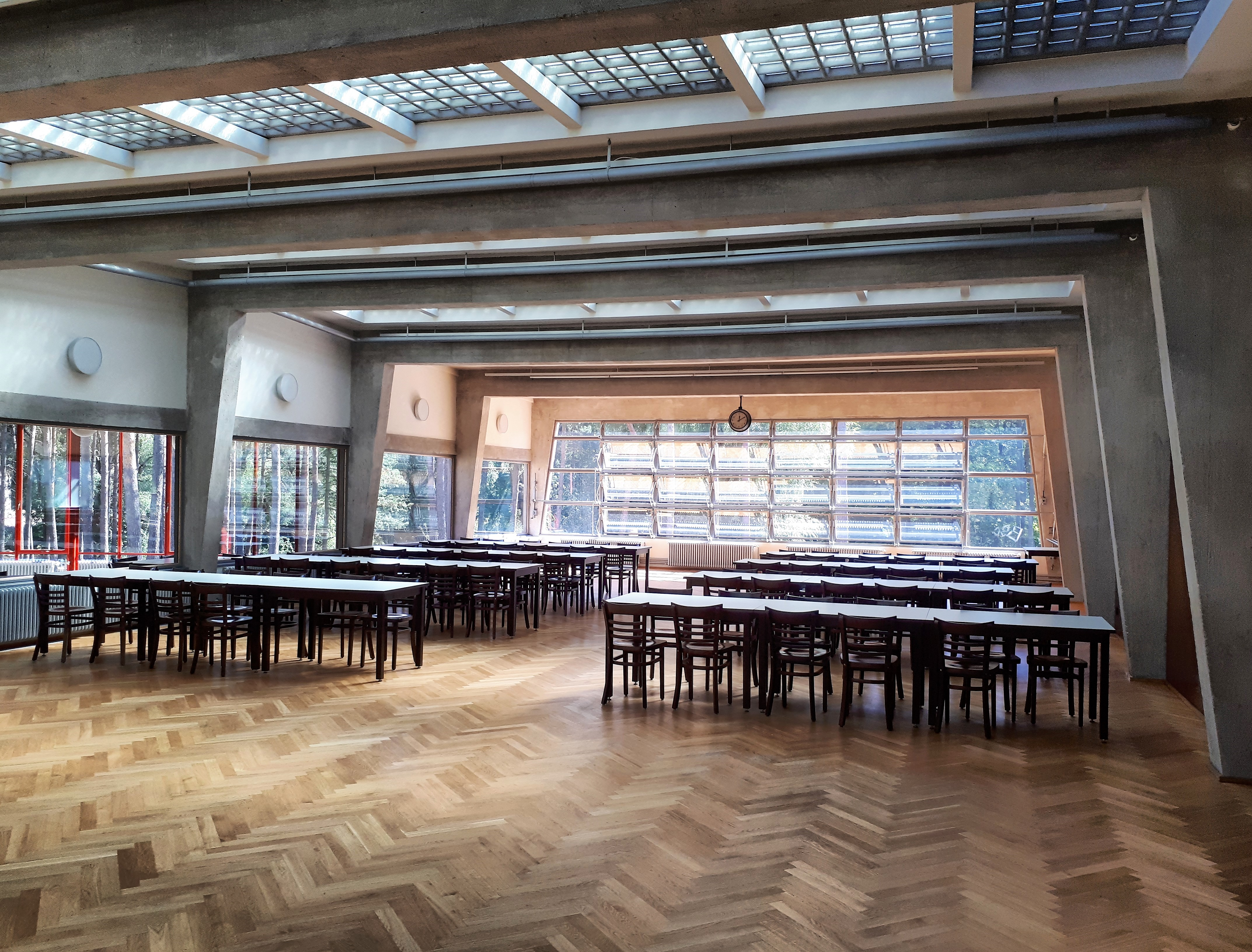
Speisesaal

## Weitere Baudenkmale
Nicht zum Welterbe gehören in Dessau:
- Siedlung Törten mit 314 Reihenhäusern
  - Haus Anton
  - Haus der Moses-Mendelssohn-Gesellschaft
  - Konsumgebäude
- Haus Fieger, entworfen von Carl Fieger
- Trinkhalle von Ludwig Mies van der Rohe, 2013 wiedererrichtet
- Stahlhaus, entworfen von Richard Paulick und Georg Muche
- Arbeitsamt Dessau
- Kornhaus, entworfen von Carl Fieger

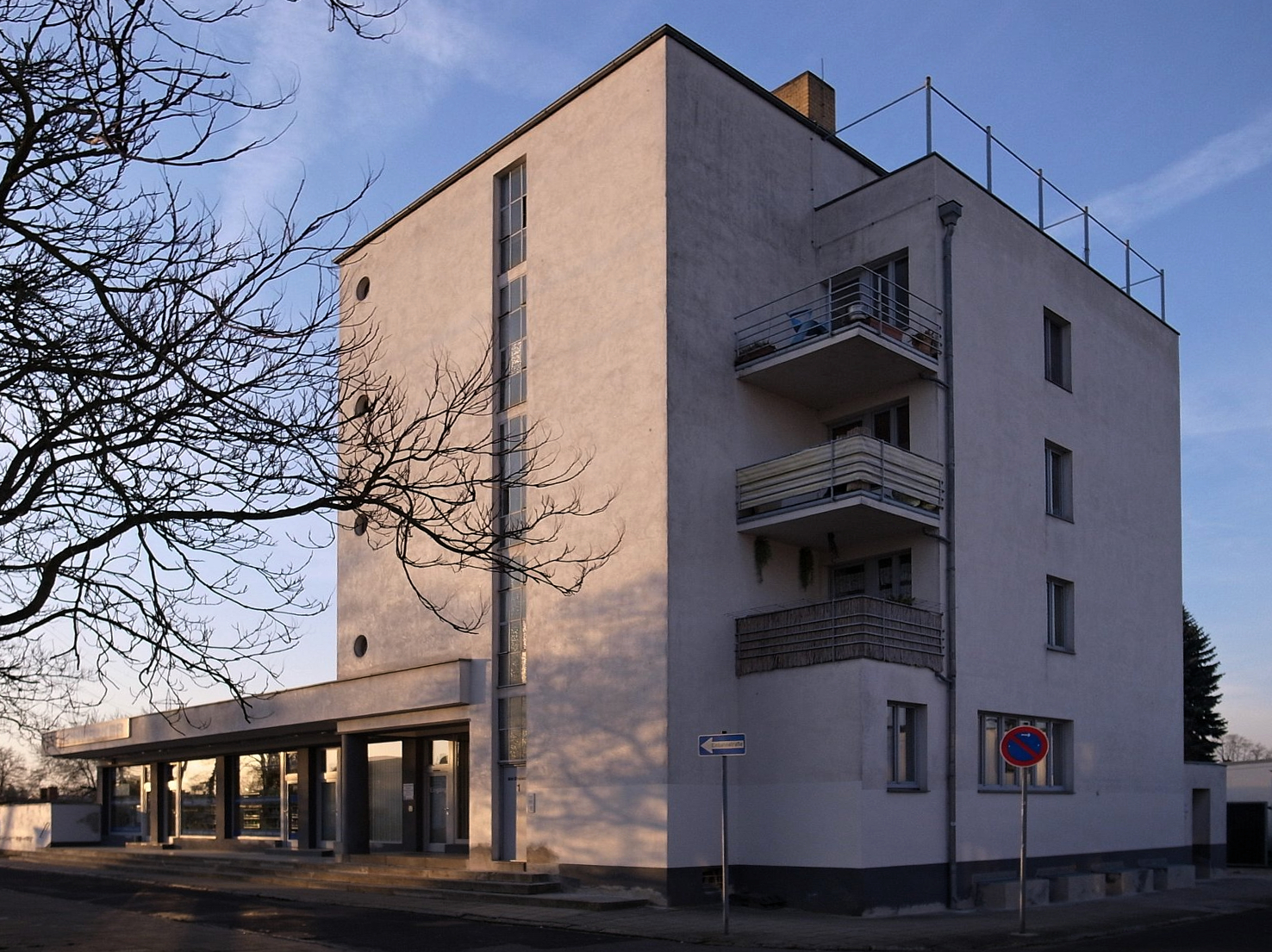
Konsumgebäude
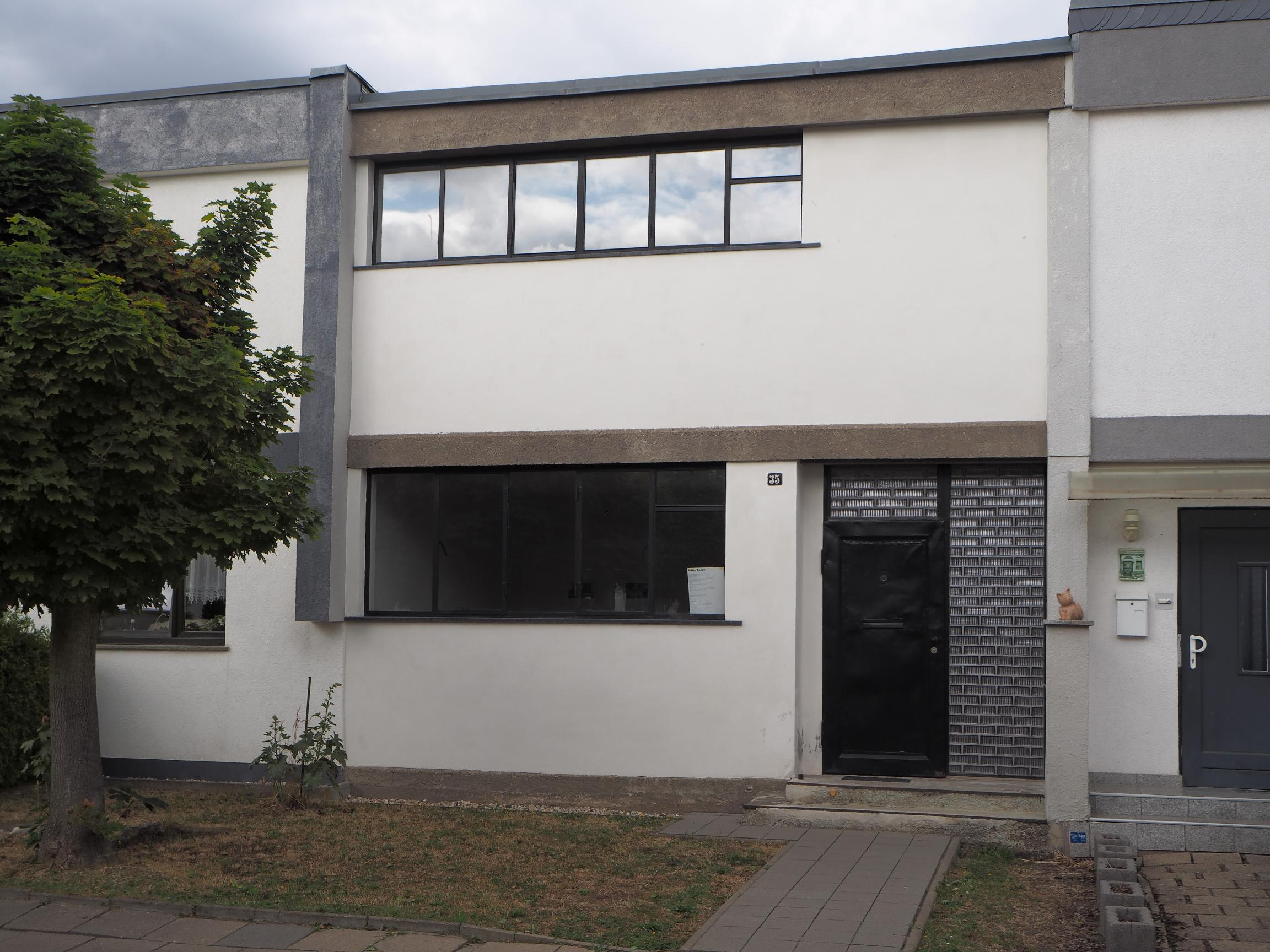
Haus Anton, Dessau-Törten
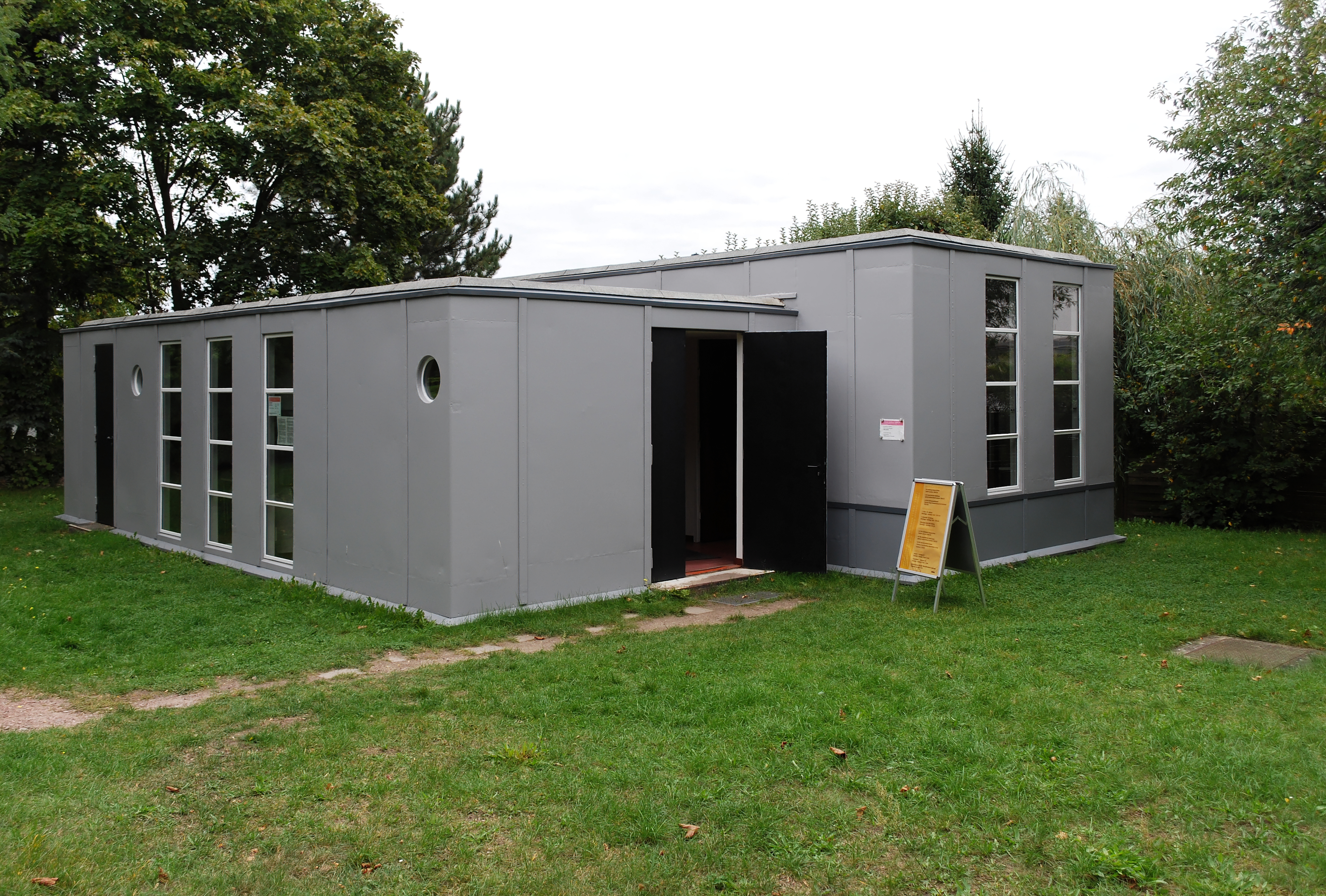
Stahlhaus
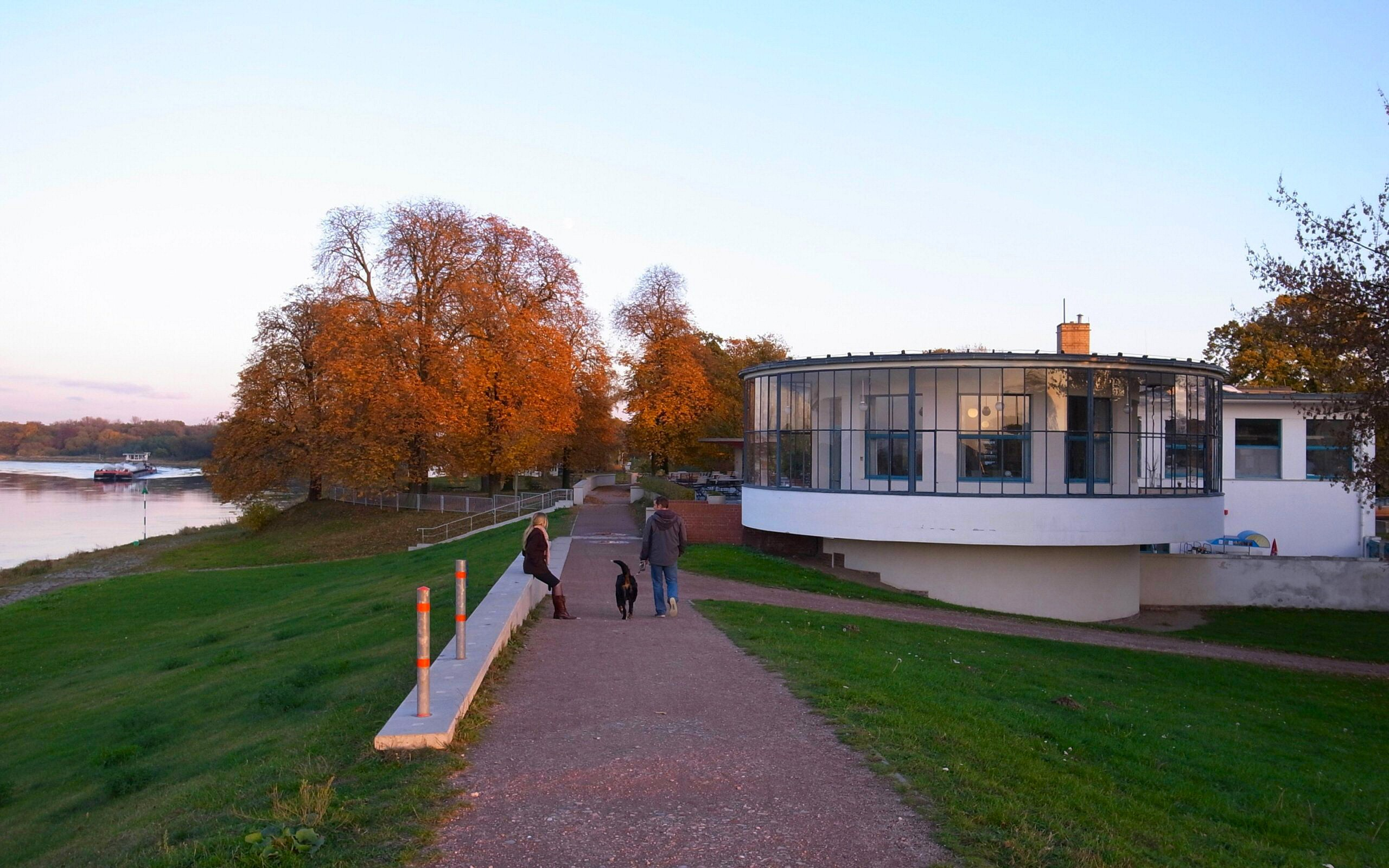
Kornhaus Dessau